# Биотин
Биотин е водоразтворим витамин, наричан още витамин В7, витамин Н или коензим R. Той е включен в широк диапазон на метаболитни процеси – както при хора, така и в други организми. Предимно се свързва с обработването на мазнини, въглехидрати и аминокиселини.
Недостигът на биотин може да бъде причинен от неадекватен хранителен режим или унаследяване на едно или повече вродени генетични нарушения, които да засягат метаболизма на биотина.
Биотинът е важен компонент за ензимите, участващи в метаболизирането на мазнини и въглехидрати, влияещи върху клетъчния растеж и засягащи аминокиселините, участващи в синтеза на протеини. Биотинът участва в различни метаболитни процеси, включващи транспортирането на въглероден диоксид. Биотинът често е препоръчван като хранителна добавка за контрол на кръвната захар. Най-често се препоръчва за укрепване на косата и ноктите, въпреки че научните данни, подкрепящи тези резултати, са неясни. Независимо от научните данни биотинът се намира в много продукти за косата и кожата.